# Processo sensazionale
Processo sensazionale (Sensations-Prozess) è un film muto del 1928 diretto da Friedrich Fehér.

## Produzione
Il film fu prodotto dalla National-Film.

## Distribuzione
Distribuito dalla National-Film con il visto di censura B.18823, il film venne vietato ai minori e uscì nelle sale cinematografiche tedesche dopo una prima a Berlino tenuta il 23 marzo 1928.